# Гамбийская кухня

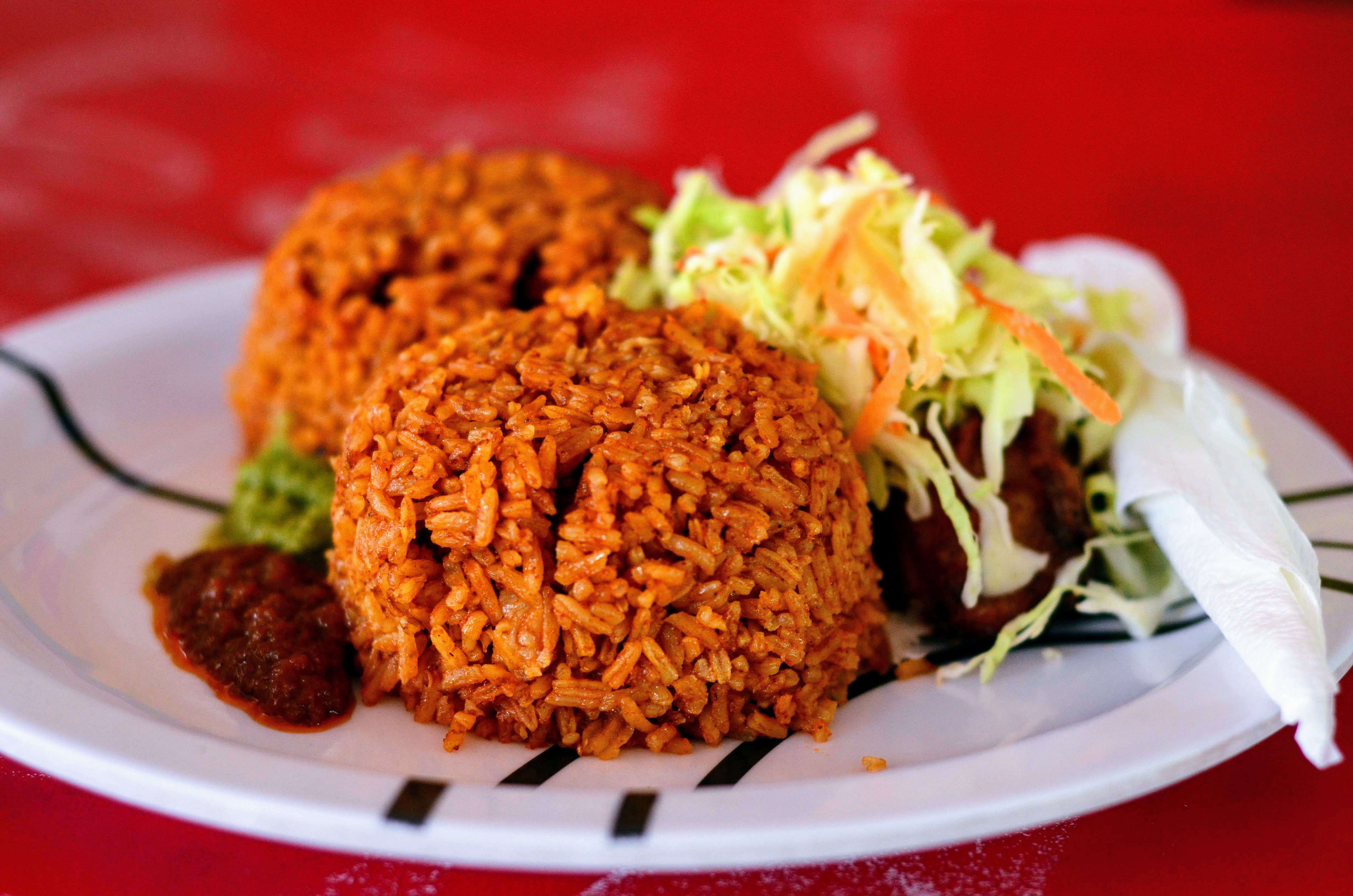
Беначин

Кухня Гамбии является частью западноафриканской кухни и включает в себя кулинарные традиции народов Гамбии. Обычные ингредиенты включают рыбу, курицу, рис, арахис, помидоры, черноглазый горох, лимон, маниок, капусту, соль, перец, лук, перец чили и различные травы. Традиционная еда довольно острая. Двустворчатые моллюски также являются популярным продуктом питания из реки Гамбия, обычно их собирают женщины.

## Блюда

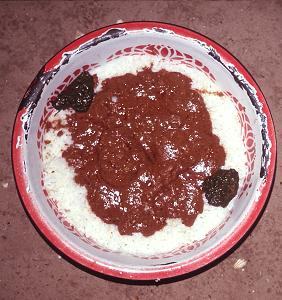
Маафе

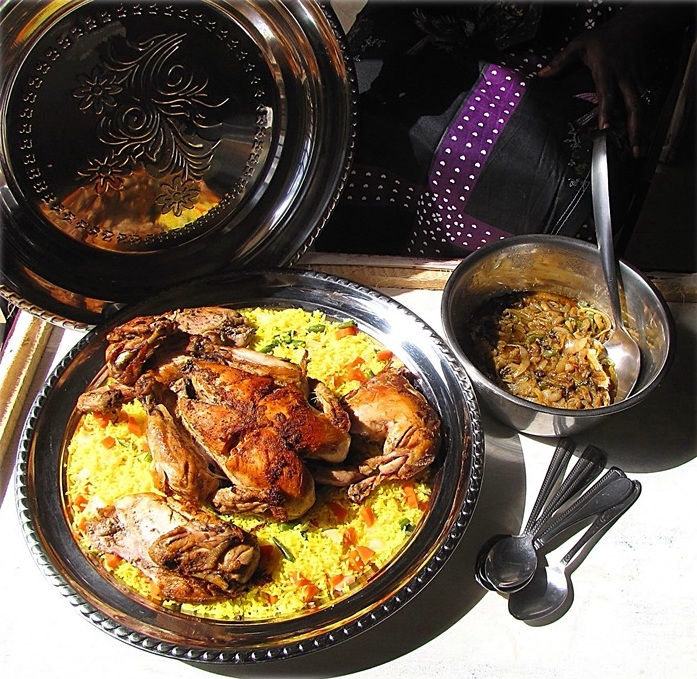
Ясса

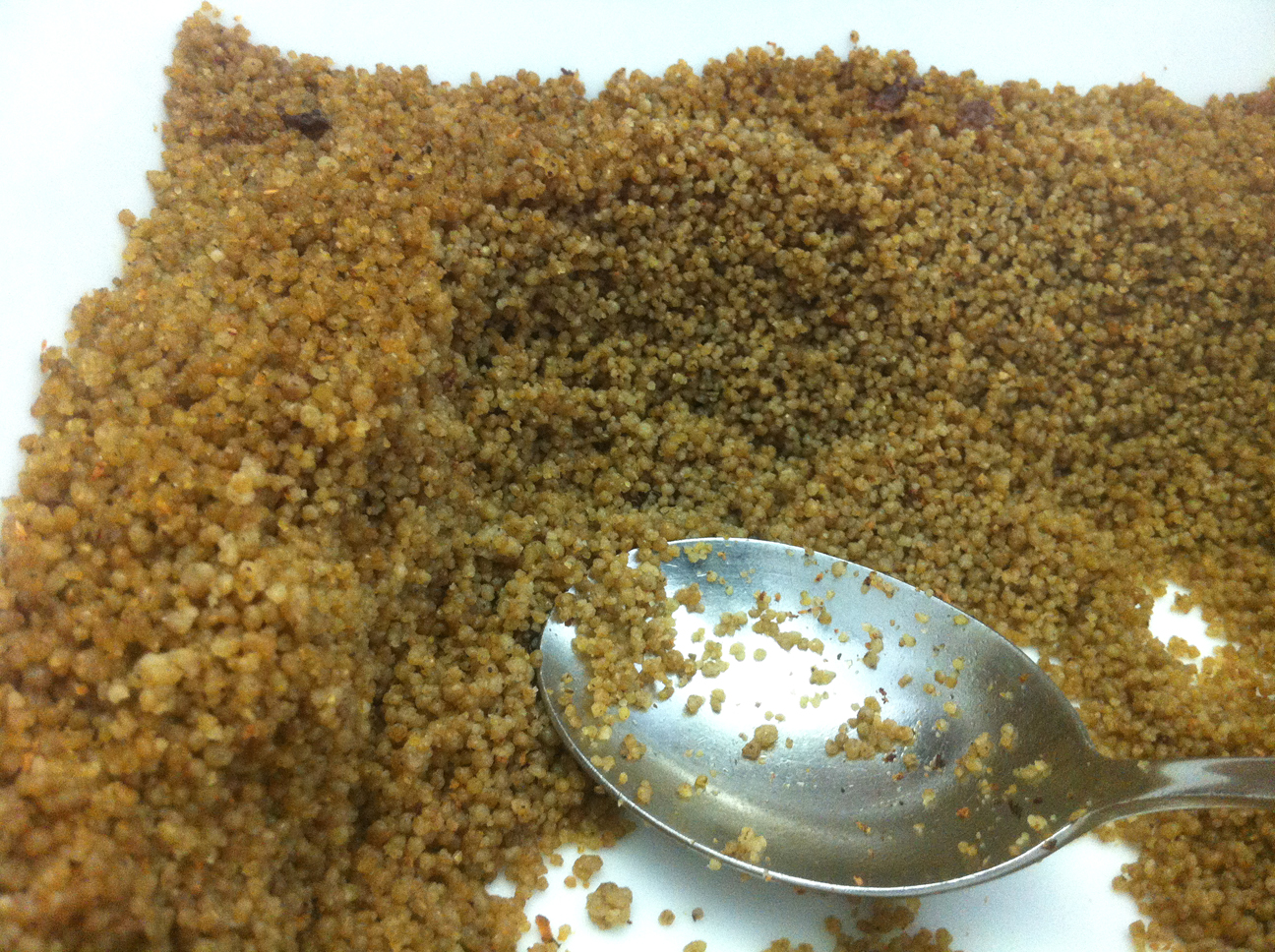
Тиакри

- Беначин — это гамбийское блюдо, вариант  риса джолоф, которое традиционно готовят в одной кастрюле (эта практика и дала ему название). Добавляются различные ингредиенты, включая рыбу или мясо, приправленные травами, лимонным соком, базиликом, баклажанами, петрушкой, луком, перцем чили, помидорами, тыквой, морковью, капустой, растительным маслом и водой, иногда для цвета добавляется томатная паста[1]
- Кальдо — блюдо из цельной рыбы, приготовленное на пару со вкусом лимона, разновидность яссы. Название обычно используется в языках  джорто или сомпат [1]
- Домода, блюдо народа мандинка, приготовленное из концентрированной арахисовой пасты, мяса или рыбы, приправленных солью, среднего лука, свежих помидоров, картофеля, моркови, средней капусты, воды, томатной пасты, лимонного сока, супового бульона и белого риса. Домо означает «еда», а Да — это слово, обозначающее кастрюлю с тушеным мясом[1].
- Мбахал или Ньянкатанг – блюдо из копченой и соленой рыбы, приготовленное с арахисом, рожковым или черноглазым фасолью , зеленым луком, свежим перцем чили, белым рисом и горькими помидорами или джатту[1]
- Ньямбе ньеббе, блюдо из маниока и фасоли, приготовленное с маслом, луком, перцем чили, суповым бульоном , солью, перцем, водой и жареным снеппером[1]
- Перечный суп — острое рыбное стью.
- Ясса — это блюдо из цельной курицы или рыбы с лимоном, приготовленное с солью, перцем, луком, гвоздикой, чесноком, горчицей, соусом чили, соком лайма, рисом и водой (если готовится с курицей)[1]
- Рыбные шарики, приготовленные из молотой рыбы бонги, лука, помидоров, панировочных сухарей, петрушки , черного перца , масла, супового бульона, томатной пасты , перца чили и белого риса[1]
- Маафе — блюдо народа мандинка, приготовленное из арахисовой пасты и различных овощей.
- Устричное рагу[1]
- Тиакри или шакери — сладкое блюдо, приготовленное из кускуса (пшеницы или проса), молока (или сгущенного молока с сахаром или йогурта) и специй; напоминает пудинг из кускуса.